# Xorides smithi
Xorides smithi är en stekelart som först beskrevs av Otto Schmiedeknecht 1907.  Xorides smithi ingår i släktet Xorides och familjen brokparasitsteklar. Inga underarter finns listade i Catalogue of Life.